# Vladimír Buben
Vladimír Buben (25. září 1888 Hradec Králové – 9. srpna 1956 Praha) byl český jazykovědec a romanista. Byl autorem řady odborných publikací, zejména slovníkových a gramatických o francouzštině.

## Studia
V roce 1907 dokončil studia na gymnáziu v Hradci Králové.
V rámci vysokoškolských studií absolvoval obor germánské a románské filologie na Filozofické fakultě Univerzity Karlovy v Praze. V roce 1911 pokračoval ve studiu na pařížské Sorbonně.

## Odborné působení
V letech 1912–1927 působil jako středoškolský profesor v Příbrami, Plzni, Hradci Králové a následně Praze. Nejprve byl jmenován mimořádným, v roce 1931 byl jmenován řádným profesorem Filozofické fakulty Univerzity Komenského v Bratislavě v oboru románské filologie. Na této škole zůstal až do roku 1939 a v letech 1939–1946 působil na Masarykově univerzitě v Brně. Od roku 1946 byl profesorem na Filozofické fakultě Univerzity Karlovy v Praze.
V letech 1952–1954 vedl Kabinet pro moderní filologii ČSAV.
Zabýval se románskou skladbou a lexikografií. V rámci odborného zaměření se věnoval hlavně francouzštině, portugalštině, katalánštině a albánštině. Vydal Francouzsko-český a česko-francouzský slovník (1953).
Byl mimořádným členem České akademie věd a umění a Královské české společnosti nauk.
Byl jedním z předsedů akademického spolku „Dobroslav“ v Hradci Králové.